# Augustin Omeljanovyč Štefan
Augustin Omeljanovyč Štefan (11. ledna 1893 Poroškovo – 4. září 1986 Filadelfie) byl učitel, novinář. advokát, předseda Sněmu Karpatské Ukrajiny.

## Život
Jeho otec Omeljan Štefan (1868–1930) byl řeckokatolický kněz. Augustin Štefan vystudoval gymnázium v Berehovu, získal teologické vzdělání získal v Užhorodu a filozofické vzdělání získal v Budapešti. Prosazoval záměr sjednocení Podkarpatské Rusi s Haličí.
V letech 1917–1921 působil jako učitel na učitelském semináři a reálném gymnáziu v Užhorodu. Od roku 1922 byl ředitelem Státní obchodní akademie v Užhorodu (1922–1925) a také Mukačevské obchodní akademie (1925–1938). Jeho specializací byla matematika a fyzika. Vydal učebnice matematiky (1923) a ukrajinské gramatiky (spoluautorství, 1931). Aktivně se účastnil politického života Podkarpatské Rusi. Od října 1938 do března 1939 byl ministrem školství Karpatské Ukrajiny. Byl předsedou Sněmu Karpatské Ukrajiny (15. 3. 1939).
Po pádu Karpatské Ukrajiny byla jedna z obchodních akademií evakuována do Bratislavy, kde později působil jako její ředitel (1939–1940). Od roku 1940 byl ředitelem ukrajinského gymnázia v Modřanech. Před příchodem Rudé armády utekl do Německa, v letech 1945–1949 byl ředitelem ukrajinského gymnázia v Augsburgu. V roce 1949 emigroval do USA, kde byl profesorem ukrajinského jazyka na Ukrajinské katolické škole ve Stamfordu (1946–1969). V roce 1969 odešel do důchodu a odešel do Philadelphie, kde prožil zbytek svého života. Zanechal memoáry Od Podkarpatské Rusi po Karpatskou Ukrajinu (1969), Za pravdu a vůli (1. díl 1973, sv. 2. 1981), které popisují, jak se někteří Rusíni stali aktivisty Ukrajinského lidového hnutí, a biografii Augustina Vološina – prezidenta Karpatské Ukrajiny (1977).
Pohřben je na ukrajinském hřbitově Ducha svatého v Hamptonburghu ve státě New York.